# Algimantas Liubinskas
Algimantas Liubinskas (* 4. November 1951 in Kybartai) ist ein litauischer Fußballtrainer und ehemaliger Fußballspieler.
Er war zweimal Trainer der litauischen Nationalmannschaft, von 1991 bis 1995 und von 2003 bis 2008. Am 23. September 1992 erreichte er mit seiner Mannschaft in einem WM-Qualifikationsspiel gegen den damaligen Europameister Dänemark ein 0:0. Am 29. März 2013 spielte Litauen unter seiner Leitung in der EM-Qualifikation gegen den damaligen Vize-Weltmeister Deutschland 1:1; am 2. September 2006 spielte man gegen den damaligen Weltmeister Italien in der EM-Qualifikation ein 1:1.
Seit April 2014 trainiert Liubinskas den estnischen Verein FC Santos Tartu. Zuvor hatte er angekündigt, seine sportliche Karriere zugunsten eines Sitzes im litauischen Parlament (Seimas) ab Oktober 2008 aufgeben zu wollen. Dem Sport hätte er aber auch als Politiker treu bleiben wollen.